# 묘카이니
묘카이니(일본어: 妙海尼 みょうかいに[*], 조쿄 3년 (1686년) ~ 안에이 3년 2월 25일 (1774년 4월 5일))는 에도 시대 전기의 여성이다. 아코 낭사의 한사람인 호리베 타케츠네 (야스베에)의 아내이고, 속세에서의 이름은 유키(幸)이다. 아내는 자칭이라는 설도 있다.
겐분 무렵, 묘카이니는 센가쿠지 근처에 형태만 있는 암자를 짓고, 남편 호리베 타케츠네와 아버지 호리베 야베에 및 의사들의 명복을 빌며 그들을 공양했다. 또한, 옛 주군인 아사노가가 단절된 것을 한탄하여 막부에 호소를 20번 이상하여 유배를 선고받기도 했으나, 더욱 강하게 호소하여 벌을 내리려 했던 것을 어떤 사람의 은혜로 면하게 되었다. 다시 부흥하는 것은 되지 않았지만, 『아코의사전일석화(赤穂義士伝一夕話)』에 따르면 적어도 죽은 사람을 애도하는 마음으로 묘 앞에 밤낮 등을 내걸었는데 인연이 있는 다이묘로부터의 공물이 끊임없이 내려지고 있다. 도둑에게 공물을 도둑맞는 일도 비일비재했지만, 원망의 말은 입에 담지 않고, 오히려 그 것들을 가난한 사람들에게 베풀고 자신은 허름한 옷을 입고 밤낮으로 등불을 지키는 일생을 보냈다.
일화로, 에도의 승려인 큰아버지에게 출가를 신청했을 때, 시신을 씻어내는 방에 하룻밤 재우는 시련을 주어 큰 어려움 없이 해냈기 때문에 "출가를 이룰 수 있다"라고 인정되어 묘카이(妙海)라는 법명을 주었다고 한다.
또 흥미를 갖고 묘카이니의 암자를 찾은 탄바국 사사야마번사 사지 타메츠나는 그녀의 이야기를 구술, 필기해 『묘카이고(妙海語)』를 집필하기도 했다. 그러나 실제 타케츠네의 아내 호리베 키치는 교호 5년 (1720년)에 히고국 쿠마모토에서 사망했으며, 호리베 가문의 내부 사정에 밝은 것으로 보아 호리베 가문의 하녀가 아니냐는 이야기도 나오고 있다.
묘카이니는 91세로 사망할 때까지 타케츠네의 묘를 지켰고, 죽은 뒤에는 센가쿠지에 묻혔다.
또한, 묘카이니를 소재로 한 소설도 집필되고 있어, 이노우에 히사시의 『후츄신구라(不忠臣蔵)』나 시바타 렌자부로의 『우라가에시 츄신구라(裏返し忠臣蔵)』가 있다.